# Полковник (Велика Британія)
Полковник (англ. Col, скор. від Colonel) — ранг у британській армії та Королівській морській піхоті, перед рангом бригадира та над рангом підполковник. Зазвичай британські полковники не є польовими командирами; зазвичай це звання мають штабні офіцери при батальйонах та бригадах. Відзнака представлена двома ромбічними зірками (вірна назва «Зірка Лазні») під короною. При різних монархіях корона мала різний вигляд; зараз вона має вигляд Корони Св. Едварда. Ранг відповідає рангу капітана у Королівському флоті та груп-кептен у Королівських ВПС.

## Етимологія
Звання полковник набуло поширення завдяки терціям які були поширені у іспанській армії в 16-ому та 17-ому століттях. Генерал Гонцало Фернандер де Кордоба розділив свої війська на coronelías (буквально «колони солдат» з латини, columnella або «невелика колонна»). Такий підрозділ очолював coronel. Ця командна структура та її назва незабаром були прийняті як colonello у середземноморській лінгва-франка і як coronel у середньофранцузькій.
У англійську мову назва потрапила з французької у середині 16-го століття, а тому сучасна англійська вимова цього слова походить від французького варіанту.

## Історія
Використання звання полковник передує створенню Об'єднаного Королівства. В середині 17-го століття полками армії нового зразку командували полковники.
Історично британська армія була створена на основі полку, причому кожен полк комплектувався, одягався та озброювався безпосередньо короною або дворянином. Полковники, які номінально командували цими полками, часто не мали відношення до діяльності полку, оскільки відносилися до генералітету або просто фінансували полк.
Наприкінці 17-го століття у Великій Британії, «полковником полку» часто була титулована особа яка мала королівську згоду для вступу на службу та командування у бою. Таким чином він повністю покривав всі витрати на оснащення, уніформу та виплачував заробітну плату, а також обирав офіцерів. До кінця 18-го століття більшість британських полків носили ім'я свого полковника, наприклад драгуни лорда Черчиля (1683—1685) або гусари Еліота (1759–66).
На початок війни за незалежність США більшість англійських та уельських полків постійної армії Великої Британії мали числові позначення, крім того деякі незалежні шотландські полки — такі як Гайландери МакЛеода — отримали назви на честь своїх полковників за свою службу у Західній Африці та Індії. Відмова від патронажу полковників у британській армії відбулася через створення трьох органів керування:
- Військове міністерство — відповідало за щоденне керування армією, кавалерією та піхотою;[5]
- Управління озброєнь — відповідало за поставки зброї та боєприпасів, а також керувало Королівським полком артилерії та Королівськими інженерами;[6]
- Комісаріат — відповідав за постачання пайок та транспорту. Він час від часу мав свої бойові підрозділи, так звані «battoemen» (озброєні човнярі та першовідкривачі у Північній Америці).[7]

Тепер фінансова відповідальність за зарплатню, одяг та озброєння для військ лягла на британський уряд. Полковникам також заборонили продаж офіцерських рангів у своїх полках. У бою полком командував підполковник.
З початком Наполеонівських війн, звання «полковник полку» стає синекуратним призначенням для видатних генералів і членів королівської сім'ї або британської знаті. Незважаючи на те, що вони могли займати лише одне місце полковника, це місце було дуже дохідним через фінансування урядом полку. Вони могли отримати прибуток від коштів які виділяли на озброєння, матеріали та уніформу. Через те, що генерали отримували  лише половину платні, звання полковника могло принести їм додаткові доходи. Багато полковників витрачали великі суми своїх власних грошей на свої полки.
Наприкінці 19-го століття, реорганізація британської армії, через реформи Кардвела та Чілдерса, перетворила звання полковник на професійне з вищими адміністративними відповідальностями у полку або бригаді.

## Урочисте використання
Деякі історичні обов'язки, пов'язані з титулом полковника полку (щоб відрізнити його від військового звання полковника) продовжують використовуватися в сучасній британській армії. Урочисте звання часто присвоюють генералітету, бригадирам або полковникам у відставці які мають безпосереднє відношення до полку. Не військовий персонал, зазвичай резервісти, також можуть отримати це звання. Для виконання функцій «полковника полку», надягають уніформу з відзнаками (повного) полковника, не залежно від офіційного. Член королівської родини має звання Королівський полковник. Очікується, що полковник полку буде тісно співпрацювати з полком та його полковою спілкою.
Іншим званням британської армії є «почесний шеф» який відрізняється від урочистого звання «полковник полку». Звання зазвичай отримують члени Королівської родини які є патронами підрозділу, наприклад принцеса Маргарет, графиня Сноудон патронеса бермудського полку. Хоча вони не мають оперативної ролі, вони постійно інформуються про всі важливі заходи, що проводяться полком, і проводять періодичні візити до його оперативних підрозділів. Головною метою почесного шефа є підтримка зв'язку між полком та британською королівською родиною.
Королівський флот одного разу представили почесне звання «полковник морської піхоти» для колишніх капітанів у якості нагороди за визначну службу. Це було оплачуване сінекуративне звання без додаткових обов'язків окрім звичайних обов'язків капітана. Капітан втрачає це звання і додаткову платню після досягнення звання флагмана. У 1795 році Гораціо Нельсон отримав таке звання, за два роки перед отриманням звання флагмана.

## Королівські військово-повітряні сили
З 1 квітня 1918 по 31 липня 1919, Королівські ВПС використовували звання полковник. У цей період, групами частіше за все командували полковники ВПС. Звання полковника було замінено на груп-кептен 1 вересня 1919.

## Історичні відзнаки
До введення відзнак для польових офіцерів у 1810, повні полковники мали корону та зірку на еполетах. У 1855, після Кримської війни, було опубліковано нові правила одягу які регулювали зміни у званні. Після цього повні полковники носили напів-дюймові полкові шнурки на верхньому і нижньому комірці, з однією короною і однією зіркою. У 1880 відзнаку перенесли на погони на парадній уніформі, а повні полковники отримали додаткову зірку. Зображення яке складалося з корони над двома зірками залишалося відзнакою з 1880 до тепер, хоча носили її по різному на плечі, манжеті та груді.

Наплічна відзнака з 1810 по 1855
Відзнака на комірці з 1856 по 1867
Відзнака на комірці з 1867 по 1880
Наплічна відзнака з 1881 по 1902

Під час Першої світової війни, полковники носили такі відзнаки на манжетах:

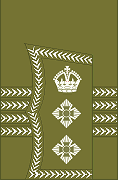
Відзнака часів Першої світової війни (загальна)
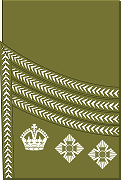
Відзнака часів Першої світової війни (шотландські підрозділи)

## Поточні відзнаки

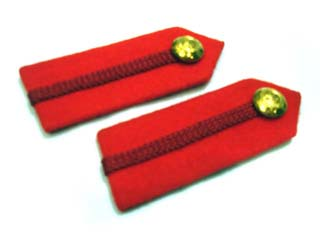
Петлиці полковника.

Відзнака має дві ромбічні зірки (правильна назва «зірки лазні») під короною. Носять також петлиці, відомі як червоні нашивки, з малиновим мереживом та латунною кнопкою.